# Богородица Оњисанти
Богородица Оњисанти је слика на дасци димензије 325х204 см, италијанског сликара, архитекте и скулптора Ђота ди Бондонеа (итал. Giotto di Bondone, 1266 — 1337), познатијег као Ђото, из круга уметника готике и претходника епохе ренесансе. Како слика потиче из фирентинске цркве Оњисанти, у којој се, како наводи један документ, 1418. године, још увек налазила на споредном олтару највероватније и добила назив.

## Историја
Слику (фреску) Богородица Оњисанти Ђото је највероватније осликао (према сукобљеним ставовима критике), највероватније са осталим фрескама у Падови око 1310. године.
Слика се првобитно налазила на споредном олтару у цркви Оњисанти, одакле је 1810. године премештана у Галерију Академије, а затим 1919, у Уфици, у Фиренци где се и данас налази.

## Опис слике
На слици је приказана Богородица са малим Христом у наручју, која седи на престолу елегантне готичке архитектуре, који подсећа на циборијуме Арнолфа ди Гамбирја. Богородичин поглед је управљен ка посматрачу, док степеник у првом плану као да позива посматрача (верника) да учествује у приказивању божанства.
Анђели су приказани из профила, а свеци распоређени око престола дискретно окренути полупрофилом, са чеоно насликаним ореолом који интензивира продирање у дубину равни где су смештене фигуре.
На слици су приказане, за оно доба, интересантне иконографске новине;
- оригиналност у постизању перспективе (упркос позлаћеној позадини)
- оригиналани прикази мозајика слике који воде ка ренесансној уметности, и одступају од дводимензионалности олтарских слика 13. века
- приказ изразито беле Маријине хаљине, скоро провидне, тако да се кроз њу назиру груди.

|  |  |  |